# Les Mousquemers
 (avril 2023).
Si vous disposez d'ouvrages ou d'articles de référence ou si vous connaissez des sites web de qualité traitant du thème abordé ici, merci de compléter l'article en donnant les références utiles à sa vérifiabilité et en les liant à la section « Notes et références ».
Cet article possède un paronyme, voir Les Trois Mousquetaires.
Les Mousquemers désigne un groupe d'amis constitué du capitaine de frégate Philippe Tailliez, du lieutenant de vaisseau Jacques-Yves Cousteau, et de Frédéric Dumas, auxquels il convient d'ajouter aussi l'officier ingénieur mécanicien Léon Vêche qui a mis au point la première caméra sous-marine française.
Le mot « Mousquemers » a été inventé par Philippe Tailliez.
Prononcé pour la première fois en public sur l'Île des Embiez (France), à l'occasion de son 70e anniversaire, Philippe Tailliez entendait ainsi nommer ce groupe d'amis, passionnés de plongée sous-marine, « Nous étions unis comme les trois mousquetaires, mais mousque-terre cela fait trop terrestre, alors je propose le terme de mousque-mer », raconte-t-il non sans malice, « et, comme eux, nous étions quatre avec le mécanicien Léon Vêche qui fourbissait tous nos engins ; de fait, nous avons été de vrais Mousquemers ! ».

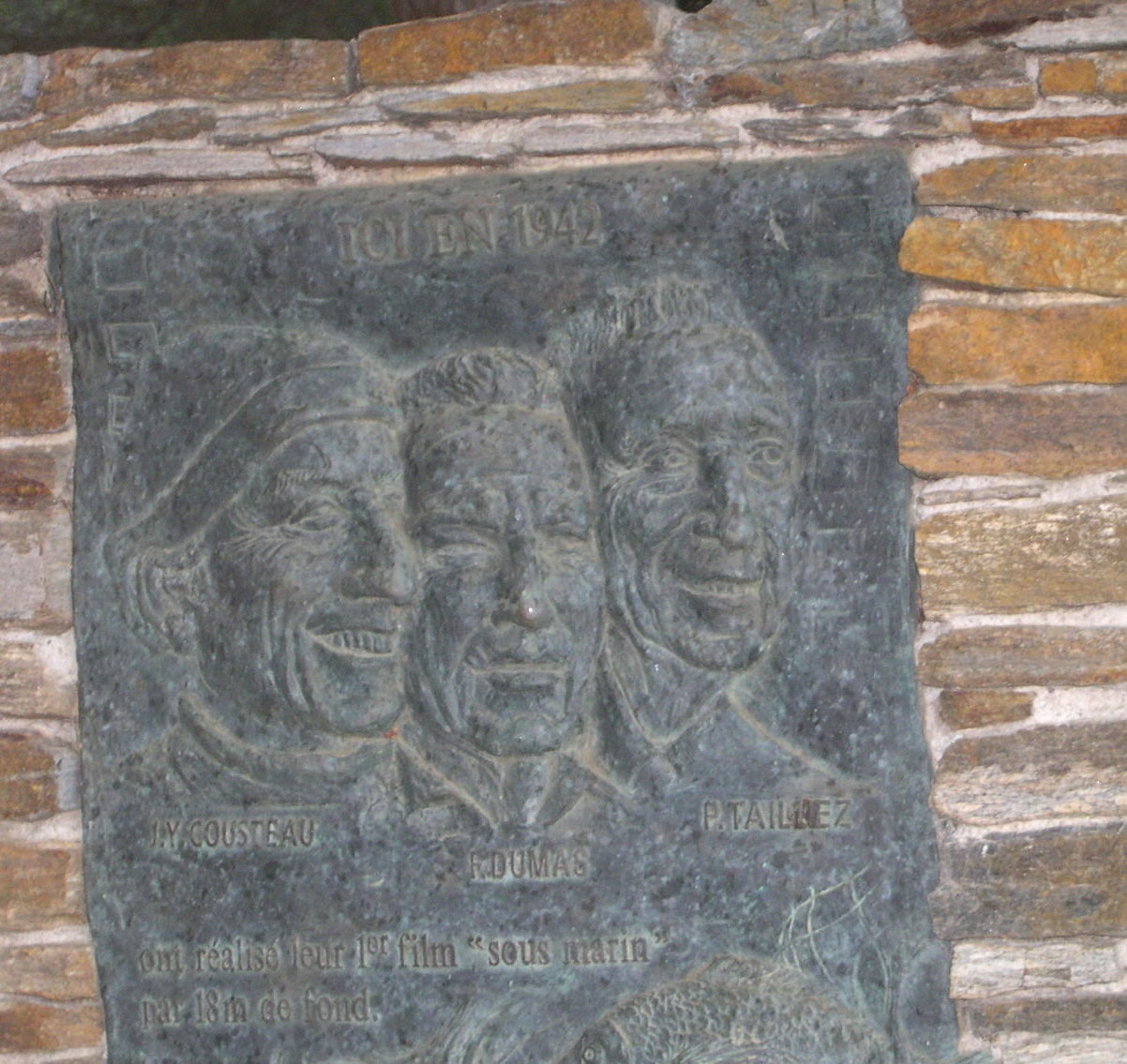
Plaque commémorative du tournage de Par dix-huit mètres de fond avec trois des quatre Mousquemers : de gauche à droite Jacques-Yves Cousteau, Frédéric Dumas et Philippe Tailliez. Île du Gaou, Le Brusc, Six-Fours-les-Plages, Var, France.

## Les origines
En 1937, en poste à bord du Condorcet à Toulon, Philippe Tailliez fait la connaissance de Jacques-Yves Cousteau, un jeune enseigne de vaisseau, à qui il fait découvrir la plongée et la chasse sous-marines. Un an plus tard, en 1938, Tailliez rencontre aux Embiez, un chasseur sous-marin déjà réputé : Frédéric Dumas. C'est ainsi que se forme le trio qui va, quatre ans plus tard, réaliser le premier film sous-marin français (Par dix-huit mètres de fond, 1942), puis le premier film en scaphandre autonome (Épaves, 1943) à la suite de l'invention la même année du détendeur par Jacques-Yves Cousteau avec l’ingénieur Émile Gagnan. 
En 1945, à l'issue de la guerre, le Groupe de Recherches Sous-marines (GRS) est créé sur ordre de l'amiral Lemonnier, chef d'état-major de la marine française. Le capitaine de vaisseau Philippe Tailliez en prend le commandement, le lieutenant de vaisseau Jacques-Yves Cousteau est nommé commandant en second, et Frédéric Dumas y est affecté au titre de conseiller technique civil.